# 1577
| 1577               |
| ------------------ |
| Dødsfald - Fødsler |
|                    |

| Gregoriansk kalender | 1577 MDLXXVII           |
| Ab urbe condita      | 2330                    |
| Armensk kalender     | 1026 ԹՎ ՌԻԶ             |
| Kinesiske kalender   | 4273 – 4274 丙子 – 丁丑 |
| Etiopisk kalender    | 1569 – 1570             |
| Jødisk kalender      | 5337 – 5338             |
| Hindukalendere       |                         |
| - Vikram Samvat      | 1632 – 1633             |
| - Shaka Samvat       | 1499 – 1500             |
| - Kali Yuga          | 4678 – 4679             |
| Iransk kalender      | 955 – 956               |
| Islamisk kalender    | 985 – 986               |

Konge i Danmark: Frederik 2. 1559-1588
Se også 1577 (tal)

## Begivenheder

### Udateret
- I 1577 forbød Valkendorf al slagtning af kvæg indenfor byens volde og opførte et slagtehus med 14 slagterboder uden for Vesterport.[1]
- Slotsgade 20 i Haderslev bygges.[2]

### Juni
- 16. juni James Hepburn, jarlen af Bothwell, indsættes i fangenskab på Dragsholm slot. Han har brudt et ægteskabsløfte til en dansk kvinde – men er også delagtig i mordet på den skotske dronnings mand.

### December
- 13. december - Francis Drake sætter sejl fra Plymouth på 'the Golden Hind' på sin jordomsejling

## Født
- 6. februar - Beatrice Cenci, italiensk adelig (død 1599)
- 12. april - den senere Christian IV på Frederiksborg Slot (død 1648).